# Mystikos
El oficio de mystikos (en griego: μυστικός) fue una función relevante de la cancillería imperial durante el Imperio bizantino desde el siglo IX hasta el siglo XV. Su papel inicial no está muy claro, probablemente fue un secretario privado del emperador bizantino que también ejercía funciones judiciales. Posteriormente se convirtió en un importante funcionario fiscal en el período de los Comnenos, y siguió siendo uno de los oficios estatales de mayor rango durante el período Paleólogo. 

## Historia

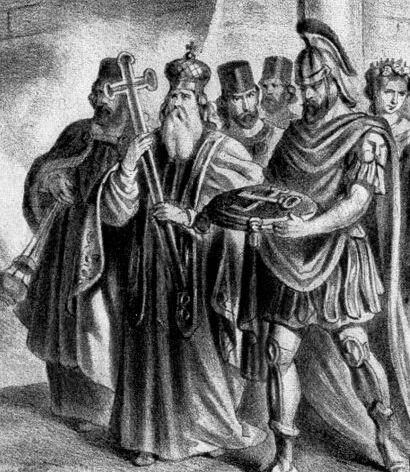
Nicolás I el Místico

El oficio de mystikos aparece por primera vez durante el reinado del emperador Basilio I, cuando recayó en manos de León Querosfactes. La función original del oficio no es del todo clara. Franz Dölger consideraba a los mystikos como secretarios privados del emperador, mientras que Nikolaos Oikonomides los consideraba como funcionarios judiciales.
Debido a su proximidad con el emperador, los titulares del cargo ostentaban un poder considerable. Ya bajo el mandato del emperador León VI el Sabio, un mystikos llamado Nicolás se convirtió en Patriarca de Constantinopla. Efectivamente, los mystikoi ocuparon varios cargos importantes: a veces ejercían los deberes de un protasekretis, diversas funciones judiciales, o servían como jefes del recinto de la alcoba imperial (koitōn). El cargo adquirió especial importancia bajo el emperador Manuel I Komnenos (r. 1143-1180), cuando los místicos se ocupaban del palacio imperial y la tesorería del emperador, controlando así no solo el pago de salarios a los diversos funcionarios imperiales, sino también el patrocinio y las donaciones de la bolsa imperial a la Iglesia. El oficio siguió siendo importante en el siglo XIII, cuando al menos uno de sus titulares poseyó el rango de pansebastos. Las funciones del cargo en dicho momento, sin embargo, son nuevamente difusas. El oficio permaneció hasta la caída del Imperio bizantino en el siglo XV.

## Oficios derivados
En los siglos X y XI, varias funciones se basaron en el término mystikos. El prōtomystikos (πρωτομυστικός" primer mystikos) es atestiguado en 1057 como un alto funcionario judicial. Además, los puestos de mystographos (μυστογράφος) y mystolektēs (μυστολέκτης) son frecuentemente atestiguados en sellos. El primero se verifica por primera vez en 911-912 y se mantuvo hasta c. 1100, cuando probablemente fue abolido por el emperador Alejo I Comneno (r. 1081-1118). Posiblemente fue el asistente de los mystikos, ya que lo sigue inmediatamente en la lista de oficios del Escorial Taktikon, escrito c. 975, y los sellos de sus titulares combinan el título con cargos como notarios y funcionarios judiciales. El oficio de mystolektēs se encuentra principalmente en sellos de los siglos XI y XII. Junto con los cargos notariales y judiciales, sus titulares también estuvieron vinculados en sellos con cargos dentro del propio tribunal.